# Adriana Ugarte
Adriana Sofía Ugarte Pardal (Madrid, 17 gennaio 1985) è un'attrice spagnola.

## Biografia
Adriana Sofía Ugarte Pardal è nata a Madrid il 17 gennaio 1985. All'età di cinque anni è vittima di un incidente stradale, che le lascerà una piccola cicatrice all'altezza del mento. All'età di 15 anni, mentre sta frequentando il "Colegio del Pilar" nel Barrio de Salamanca, riesce, grazie al suo profitto scolastico, a convincere i propri genitori ad iscriverla ad un corso di recitazione.
Fa quindi il proprio debutto al cinema a 16 anni recitando nel cortometraggio diretto da Belén Macías Mala espina, dove interpreta il ruolo di Sara. Questa sua prima apparizione cinematografica le vale il premio come miglior attrice sia al Festival del cortometraggio di Alcalá de Henares che alla rassegna Barcelona Curt Ficcions. In seguito, si iscrive alla Facoltà di Filosofia (materia in cui in seguito conseguirà la laurea), pur continuando a studiare anche danza e recitazione. In seguito, dopo essere apparsa, tra l'altro, come guest-star in serie televisive quali Policías, en el corazón de la calle, Hospital Central, El pantano, El comisario, ecc., nel 2006 debutta in un lungometraggio, interpretando il ruolo di Consuelo nel film drammatico diretto da Santi Amodeo Cabeza de perro, dove recita al fianco di Juan José Ballesta. Il ruolo in questo film le vale una nomination come attrice rivelazione ai Premi Goya 2007.
La popolarità presso il grande pubblico arriva però soltanto nel 2008, grazie al ruolo di Victoria Márquez de la Vega La señora. Questo ruolo le vale nel 2010 il premio come miglior attrice ai Fotogrammi d'argento e quello come miglior attrice assegnato dall'Unione degli attori spagnoli. Nel 2011, la ritroviamo in un ruolo cinematografico, segnatamente quello di Marta nel thriller diretto da Mariano Barroso Lo mejor de Eva, dove recita al fianco di Leonor Watling e Miguel Ángel Silvestre.
Tra il 2012 e il 2013, Adriana Ugarte è sul set del film d'azione, diretto da Daniel Calparsoro, Furious Speed - Curve pericolose (presentato al Festival del Cinema di Málaga), dove appare senza veli in alcune sequenze ad alto tasso erotico girate assieme al collega Álex González, con il quale in seguito l'attrice avrà una relazione sentimentale. Il ruolo della protagonista Ari le viene assegnato dopo il rifiuto, dovuto proprio alle scene di nudo, di Blanca Suárez.
Sempre nel 2013, recita nel ruolo della protagonista Sira Quiroga nella serie televisiva El tiempo entre costuras (nella versione italiana: Il tempo del coraggio e dell'amore), fiction tratta dall'omonimo romanzo di María Dueñas (in italiano: La notte ha cambiato rumore) Grazie al ruolo in questa fiction, che ottiene in Spagna una media di 5 milioni di telespettatori, la Ugarte riceve nel 2014 il premio come miglior attrice assegnatole sia dalla rassegna "Fotogrammi d'argento" che dall'Unione degli attori spagnoli.
Nel 2015, interpreta il ruolo della protagonista nella miniserie tv in due puntate Habitaciones cerradas, dove recita accanto all'attore Álex García. Lo stesso anno il regista Pedro Almodóvar le affida il ruolo della protagonista da giovane nel suo ventesimo film Julieta.
Dal 2019 al 2021 è protagonista, nel ruolo di Helena "H" Ogaya, della serie televisiva di Netflix H - Helena. Nel 2021 è nella serie Parot di Amazon Prime Video España e nel 2022 è protagonista della serie Heridas, dove recita insieme all'attrice María León.

## Filmografia

### Cinema
- Cabeza de perro, regia di Santi Amodeo (2006)
- Gente de mala calidad, regia di Juan Cavestany (2008)
- El patio de mi cárcel, regia di Belén Macías (2008)
- El juego del ahorcado, regia di Manuel Gómez Pereira (2008)
- Castelli di carta (Castillos de cartón), regia di Salvador García Ruiz (2009)
- Lo contrario al amor, regia di Vicente Villanueva (2011)
- Lo mejor de Eva, regia di Mariano Barroso (2011)
- Furious Speed - Curve pericolose (Combustión), regia di Daniel Calparsoro (2013)
- Gente en sitios, regia di Juan Cavestany (2013)
- Tiempo sin aire, regia di Samuel Martín Mateos y Andrés Luque Pérez (2014)
- Palme nella neve (Palmeras en la nieve), regia di Fernando González Molina (2014)
- Julieta, regia di Pedro Almodóvar (2016)
- Sogno di una notte di mezza età (Amoureux de ma femme), regia di Daniel Auteuil (2018)
- Durante la tormenta, regia di Oriol Paulo (2018)
- Lobo Feroz, regia di Gustavo Hernández (2023)
- El silencio de Marcos Tremmer, regia di Miguel García de la Calera (2024)

### Televisione
- Policías, en el corazón de la calle - serie TV, episodi 6x05 e 6x08 (2002)
- Hospital Central - serie TV, 8 episodi (2002-2011)
- El pantano - miniserie TV, episodio 2 (2003)
- El secreto del héroe, regia di Leo Vega - film TV (2003)
- Mesa para cinco - serie TV, 7 episodi (2006)
- El comisario - serie TV, episodio 9x10 (2006)
- La señora - serie TV, 37 episodi (2008-2010)
- Io ti troverò (Niños robados) - miniserie TV (2013)
- Il tempo del coraggio e dell'amore - serie TV (2013-2014)
- Habitaciones cerradas - miniserie TV (2015)
- H - Helena (Hache) - serie TV, 14 episodi (2019-2021)
- Tribes of Europa - serie TV (2021)
- Parot - serie TV (2021)
- Heridas - serie TV (2022)

### Cortometraggi
- Mala espina, regia di Belén Macías (2002)
- Diminutos del calvario, regia di Juan Antonio Bayona (2002)
- La doncella, regia di Belén Macías (2003)
- Estocolmo, regia di Miguel Larraya (2008)

## Teatro
- La casa di Bernarda Alba di Federico García Lorca, Auditorio Ciudad de León di León, regia di Amelia Ochandiano (2006)[14]
- Il gran teatro del mondo di Pedro Calderón de la Barca, Teatro Español di Madrid, regia di Carlos Saura (2013)[15]

## Riconoscimenti
- 2001 – Festival del cortometraggio di Alcalá de Henares
  - Miglior attrice per Mala espina[16]
- 2002 – Barcelona Curt Ficcions
  - Miglior attrice al per Mala espina[16]
- 2007 – Premio Goya
  - Candidatura per la Miglior attrice rivelazione per Cabeza de perro[17]
- 2009 – Premios Iris
  - Candidatura come Miglior attrice per La señora
- 2010 – Fotogrammi d'argento
  - Miglior attrice televisiva per La señora[18]
- 2010 – Unión de Actores y Actrices
  - Miglior attrice per La señora[16]
- 2010 – ATV Award España
  - Candidatura come miglior attrice per La señora[16]
- 2014 – Fotogrammi d'argento
  - Miglior attrice televisiva per Il tempo del coraggio e dell'amore[19]
- 2014 – Unión de Actores y Actrices
  - Miglior attrice per Il tempo del coraggio e dell'amore[16]
- 2014 – Premios Ondas
  - Miglior attrice per Il tempo del coraggio e dell'amore[16]
- 2014 – Premios Iris
  - Candidatura come Miglior attrice per Il tempo del coraggio e dell'amore
- 2014 – Premios Zapping
  - Candidatura per la Miglior attrice per Il tempo del coraggio e dell'amore

## Doppiatrici italiane
- Eleonora De Angelis in Il tempo del coraggio e dell'amore
- Federica De Bortoli in Julieta
- Emanuela Damasio in Io ti troverò
- Valentina Favazza in Sogno di una notte di mezza età - Amoureux de ma femme